# Rising Down
Rising Down ist das achte Studioalbum der US-amerikanischen Alternative-Hip-Hop-Band The Roots.

## Veröffentlichung
Das Album wurde Ende April 2008 veröffentlicht, im Mai desselben Jahres wurde eine Clean-Version des Albums auf den Markt gebracht. Dem Longplayer ging die Single Birthday Girl voraus, die in den USA nur als iTunes-Exclusive-Track zu finden ist.
Rising Down erschien in den Vereinigten Staaten aus Anlass des 16. Jahrestages der Unruhen von Los Angeles 1992 das Album am 29. April 2008.

## Konzept
Das Album behandelt politische Themen, laut Mitglied Black Thought ist dies auf folgendes zurückzuführen:

„Wir leben in der politisch wahrscheinlich brisantesten Phase, die wir bisher miterleben durften.“

Bereits der Titeltrack behandelt die globale Erwärmung und die Verwendung von Psychopharmaka. Der Name des Liedes ist eine Anspielung auf die Studie Rising Up and Rising Down des Autors William T. Vollmann.
Während Criminal das US-amerikanische Rechtssystem kritisiert, geht es in Lost Desire um Heuchelei. In letzterem Lied geben das ehemalige Roots-Mitglied Malik B. und der MC Talib Kweli einen Gastauftritt.
Das achte Lied I Will Not Apologize wird als Hommage an den 1997 verstorbenen Erfinder des Afrobeat, Fela Kuti, beschrieben. Auch geht es laut Black Thought um „diese rassistische Südstaaten-Vaudeville-Ästhetik, mit der die Medien heute immer wieder afroamerikanische Künstler porträtieren.“
In den weiteren Liedern thematisiert die Gruppe in kritischer Art die Gewalttätigkeit in Philadelphia, Umweltprobleme und gesellschaftliche Probleme armer Leute.

## Titelliste
1. The Pow Wow
2. Rising Down
3. Get Busy
4. @15
5. 75 Bars (Black's Reconstruction)
6. Becoming Unwritten
7. Criminal
8. I Will Not Apologize
9. I Can't Help It
10. Singing Man
11. Unwritten
12. Lost Desire
13. The Show
14. Rising Up
15. Birthday Girl